# Décembre 1805
Cette page présente les faits marquants du mois de décembre 1805.

## Événements

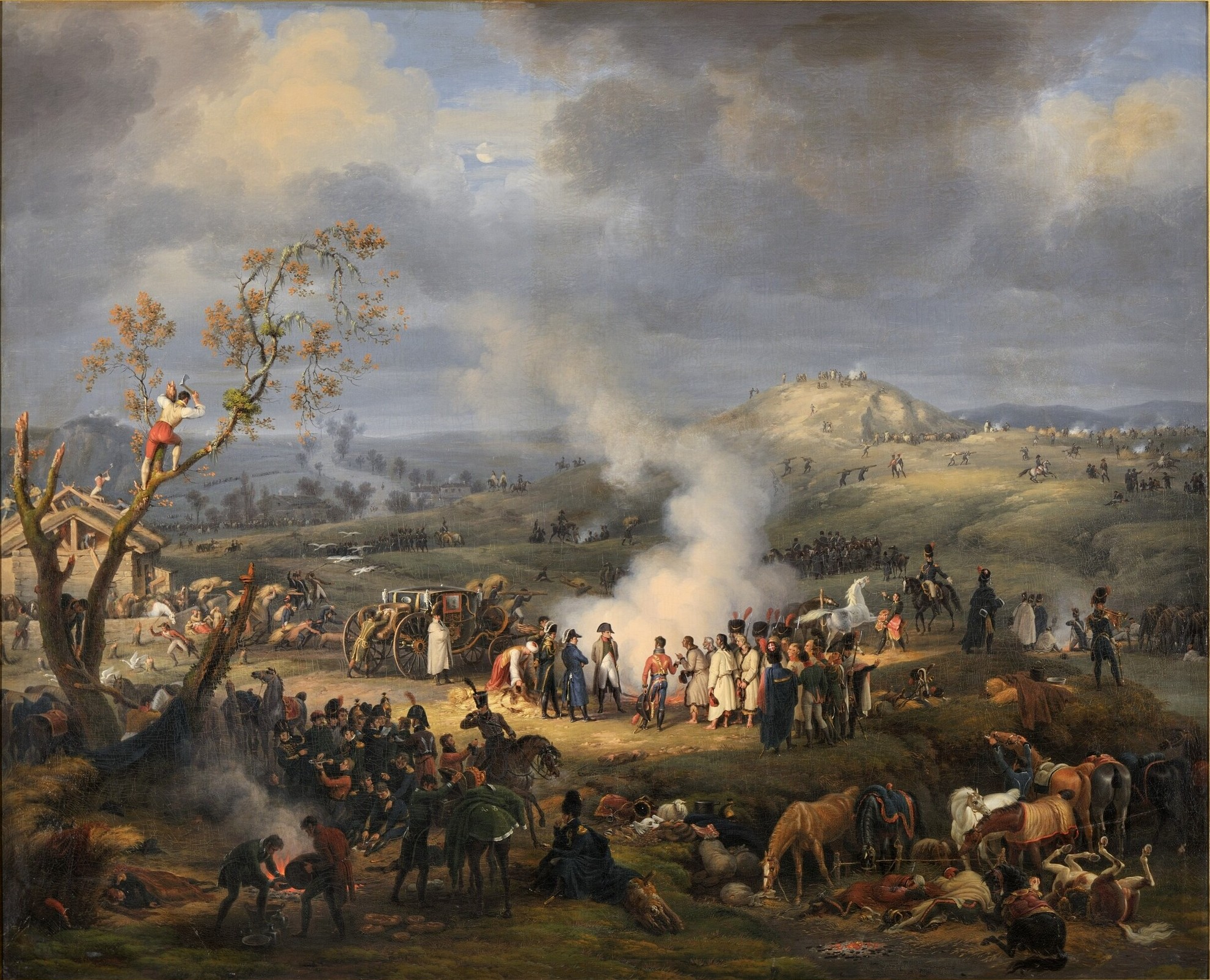
2 décembre : Les bivouacs d’Austerlitz, par L.-F. Lejeune

- 2 décembre : victoire décisive de Napoléon Ier à Austerlitz, contre la coalition austro-russe[1].

- 16 décembre : traité de Schönbrunn ; la Prusse, restée neutre, obtient le Hanovre mais abandonne Clèves sur le Rhin et Neuchâtel en Suisse[2].

- 24 décembre : Johann Philipp Stadion (1763-1824) devient chancelier en Autriche après la disgrâce de Cobenzl, jugé responsable de la déroute[3].

- 26 décembre : traité de Presbourg, fin de la Troisième Coalition. L’Autriche perd la Vénétie, l’Istrie et la Dalmatie qui sont incorporées au royaume d'Italie. Elle cède le Tyrol et le Vorarlberg à la Bavière et quelques territoires au royaume de Wurtemberg et au grand-duché de Bade. Liquidation du Saint-Empire et la naissance de l’empire d’Autriche[1].

- 27 décembre : Napoléon Ier détrône les Bourbons de Naples et nomme son frère Joseph roi de Naples le 30 mars suivant. Il lui donne les forces nécessaires pour conquérir son royaume[4].

- 31 décembre : le calendrier révolutionnaire est abandonné.

## Naissances
- 5 décembre : Joseph Škoda (mort en 1881), médecin austro-hongrois d’origine tchèque.
- 7 décembre : Jean-Eugène Robert-Houdin, inventeur, producteur de spectacles et magicien français († 13 juin 1871).
- 10 décembre : Karl Ferdinand Sohn, peintre allemand († 25 novembre 1867).
- 16 décembre : Isidore Geoffroy Saint-Hilaire (mort en 1861), zoologiste français.
- 21 décembre : Thomas Graham (mort en 1869), chimiste écossais.
- 23 décembre : Joseph Smith, premier président de l'Église de Jésus-Christ des saints des derniers jours († 27 juin 1844).
- 22 décembre : John Obadiah Westwood (mort en 1893), entomologiste et archéologue britannique.

## Décès
- 1er décembre : Joseph Bernard de Chabert (né en 1724), marin, géographe et astronome français.
- 3 décembre : Jean Marie Mellon Roger Valhubert, général français (° 22 octobre 1764).
- 6 décembre : Nicolas-Jacques Conté (né en 1755), physicien et chimiste français, connu pour avoir inventé le crayon actuel.
- 8 décembre : Alexis Ricouard (né en 1763), gendarme français ayant servi dans les armées napoléoniennes
- 23 décembre
  - Pehr Osbeck (né en 1723), explorateur et naturaliste suédois.
  - Marie-Geneviève-Charlotte Thiroux d'Arconville (née en 1720), femme de lettres et chimiste française.